# Tersztyánszky Ödön (vívó)
Vitéz nádasi Tersztyánszky Ödön (Csákvár, 1890. március 6. – Budapest, 1929. június 21.) kard- és tőrvívó, honvéd ezredes; polihisztor, kétszeres olimpiai bajnok, olimpiai ezüst- és bronz-, illetve Európa-bajnoki ezüstérmes, tizenháromszoros magyar bajnok; Tersztyánszky Ödön jogász, alkotmánybíró apja.

## Élete
Édesapja, nádasi Tersztyánszky Károly (1857–1923), gyógyszertár-tulajdonos volt, 40 éves pályafutása alatt volt patikája Csákváron, Móron, Sárospatakon, Baján, Hajdúböszörményben, Kismartonban, Rákospalotán, Szarvason, Déván és Solymáron is. Édesanyja Árpássy Etelka (1861–1890) volt. Ő maga az első világháborúban többször megsebesült, majd orosz fogságba került, ahonnan több alkalommal is próbált megszökni. Egyik szökése során a jobb keze súlyosan megsérült, ezt követően tanult meg bal kézzel vívni. Katonatisztként a Magyar AC vívója volt. Kard- és tőrvívásban egyaránt versenyzett, tagja volt mindkét fegyvernem magyar válogatottjának. 1924-ben kardban ezüst- (tusaránnyal), tőrben bronzérmet nyert csapatban az olimpián. Beceneve „Észvívó” volt.
Poliglott volt, Heinrich Heine verseit fordította németből, Dosztojevszkij egyik hőséről pszichológiai tanulmányt írt, ezen kívül rajzolt és kiválóan fényképezett is. Kiváló céllövő és lovas is volt.
1925-ben kard egyéniben hatodik volt az Európa-bajnokságon, 1927-ben pedig ezüstérmes lett. Az 1928. évi nyári olimpiai játékokon kardvívásban egyéni olimpiai bajnoki címet szerzett és tagja volt a Garay János, Glykais Gyula, Gombos Sándor, Petschauer Attila, Rády József, Tersztyánszky Ödön  összeállítású, bajnoki címet nyert magyar kardcsapatnak is. Ezt követően bejelentette visszavonulását. 1929-ben súlyos motorbalesetet szenvedett Solymáron, majd sérüléseibe néhány napon belül belehalt. A szerencsétlenség helyén már a következő évben emlékkövet állítottak tiszteletére, mely helyett 1972-ben új emlékművet emeltek, majd 2008-ban ez utóbbit is egy új, még impozánsabb kivitelű, tömör gránit emlékkőre cserélték.
Fia néhány hónappal halála után született csak meg.

## Sporteredményei
- kardvívásban:
  - kétszeres olimpiai bajnok (egyéni: 1928 ; csapat: 1928)
  - olimpiai 2. helyezett (csapat: 1924)
  - Európa-bajnoki (nem hivatalos világbajnoki) 2. helyezett (egyéni: 1927)
  - Európa-bajnoki (nem hivatalos világbajnoki) 6. helyezett (egyéni: 1925)
- tőrvívásban:
  - olimpiai 3. helyezett (csapat: 1924)
  - olimpiai 5. helyezett (csapat: 1928)

## Művei
- Az 1914. évi osztrák-magyar-orosz nyári és őszi hadjárat. Hadtörténeti tanulmány; M. kir. Hadtörténeti Levéltár, Bp., 1926
- Hadtörténelmi szemelvények a világháborúból; tan. Tersztyánszky Ödön et al.; Hadtörténelmi Levéltár, Bp., 1926

## Emlékezete
- Tersztyánszky-emlékverseny
- Terstyánszky Ödön utca Solymáron (vitatott alak)
- Tersztyánszky Ödön sportközpont Csákváron
- Emlékkő Solymáron
- Emléktábla és dombormű egykori lakóházának falán Szarvason (a mai Szirony-patika)

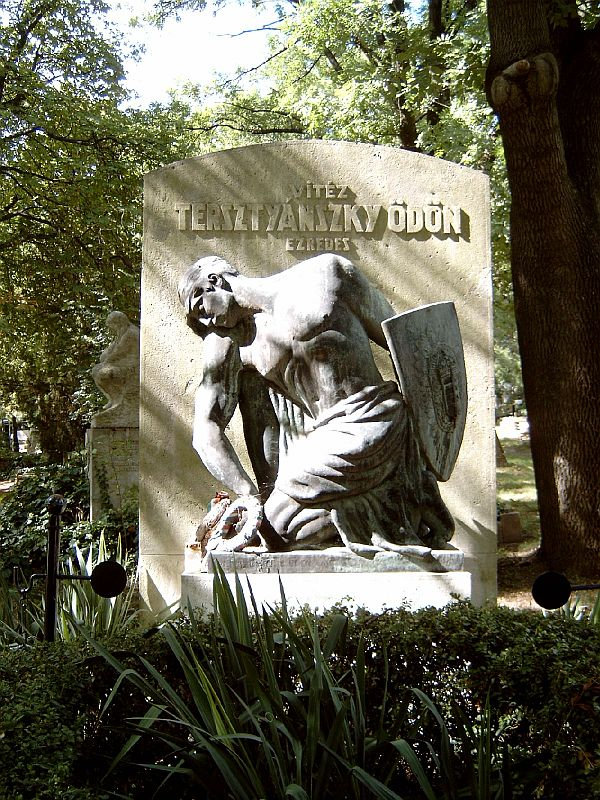
Tersztyánszky Ödön sírja Budapesten. Farkasréti temető: 33/1-1-112. Cser Károly és Kóbor Elek szobrászok alkotása.
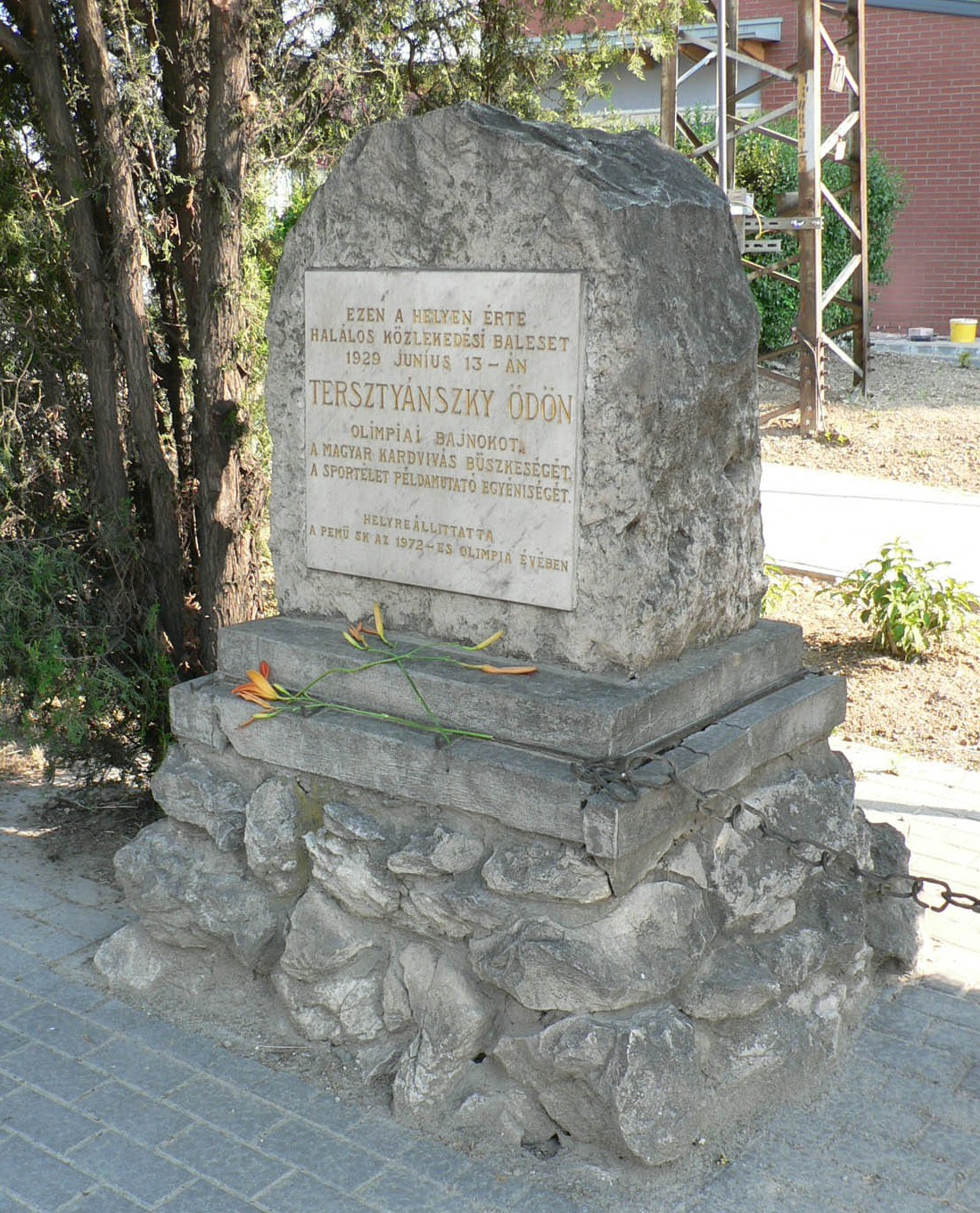
Tersztyánszky Ödön régi solymári emlékműve
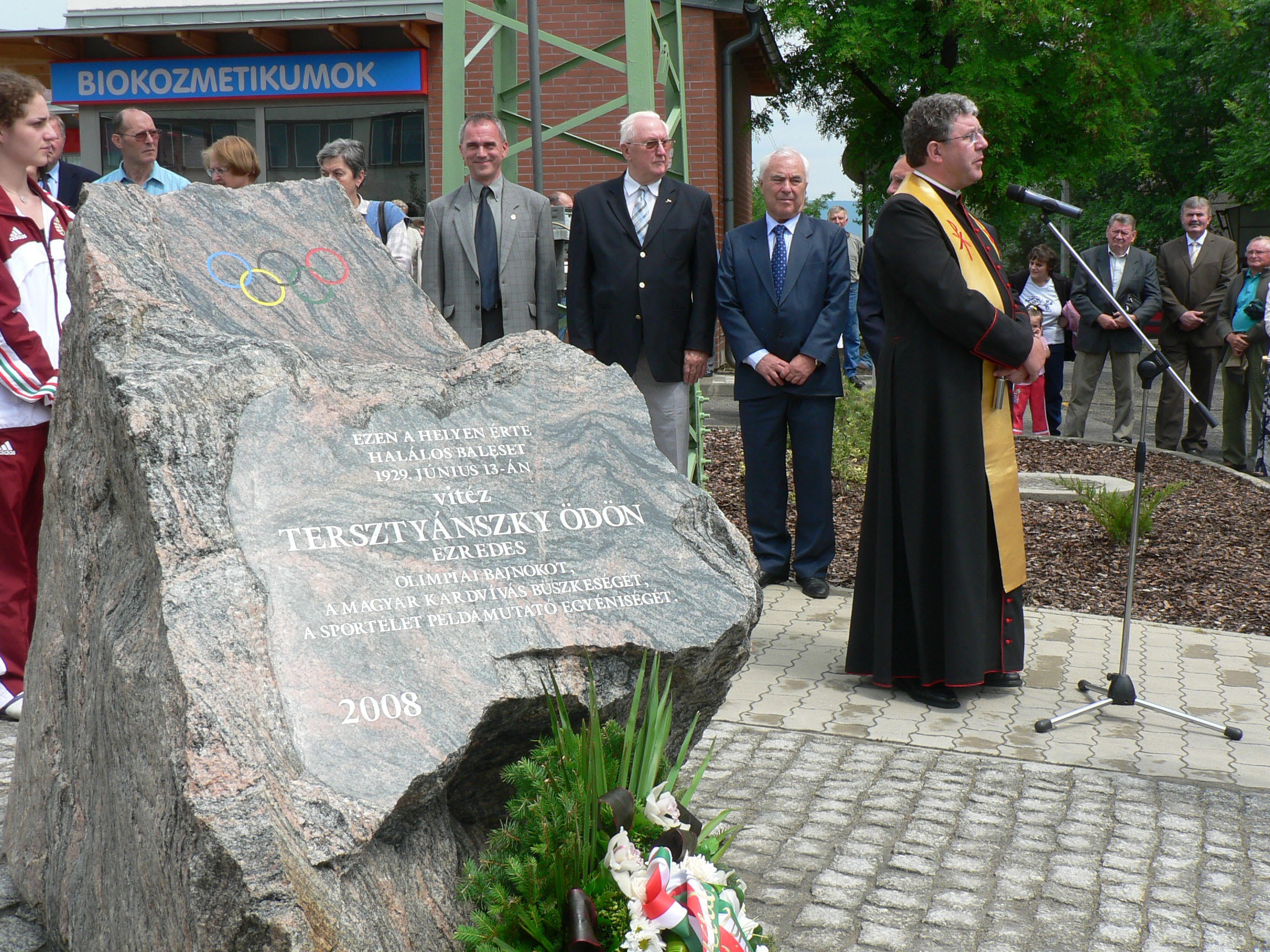
Tersztyánszky Ödön új solymári emlékművének avatása 2008. június 8-án
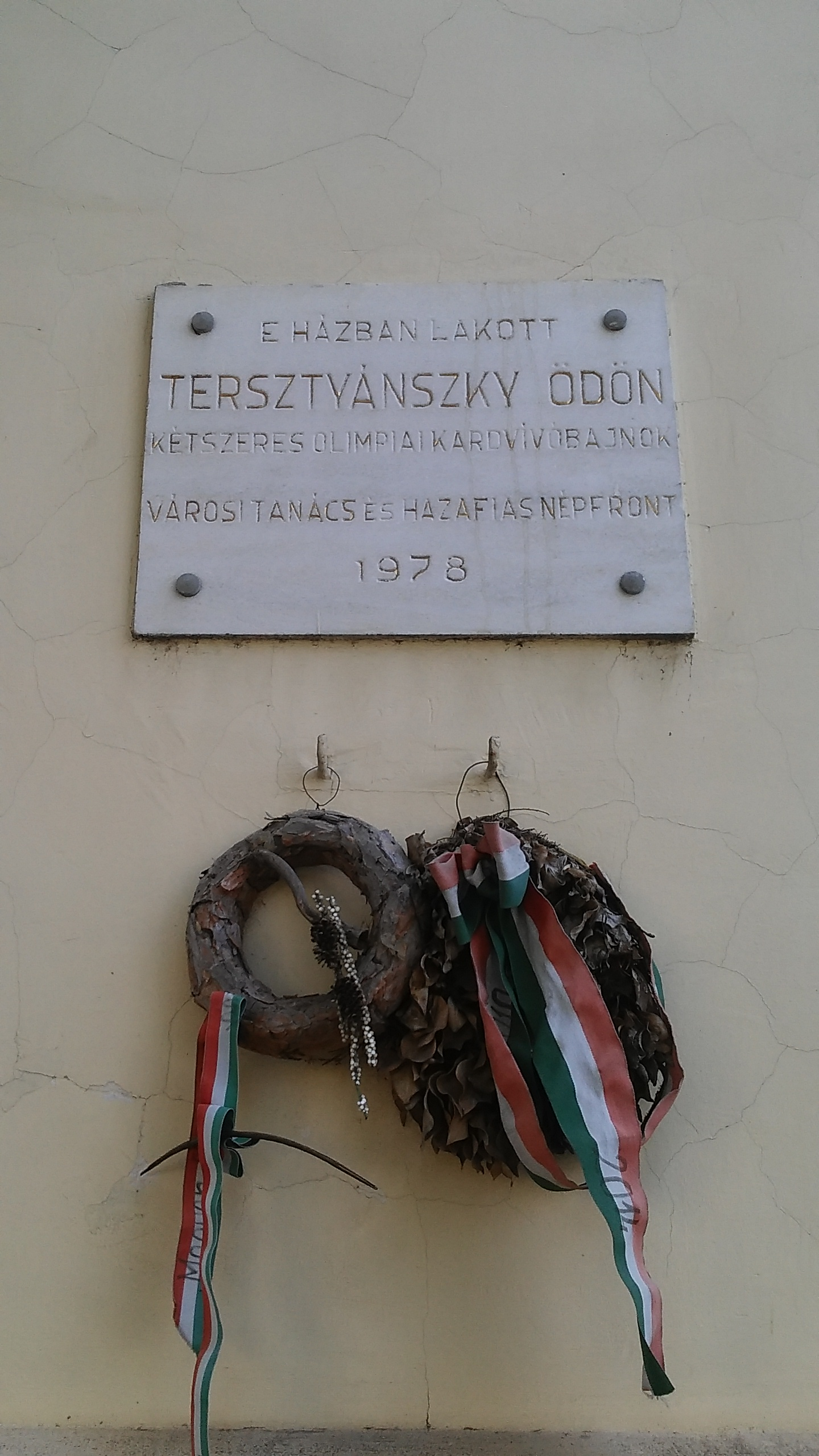
Emléktáblája egykori lakóházának homlokzatán, Szarvason
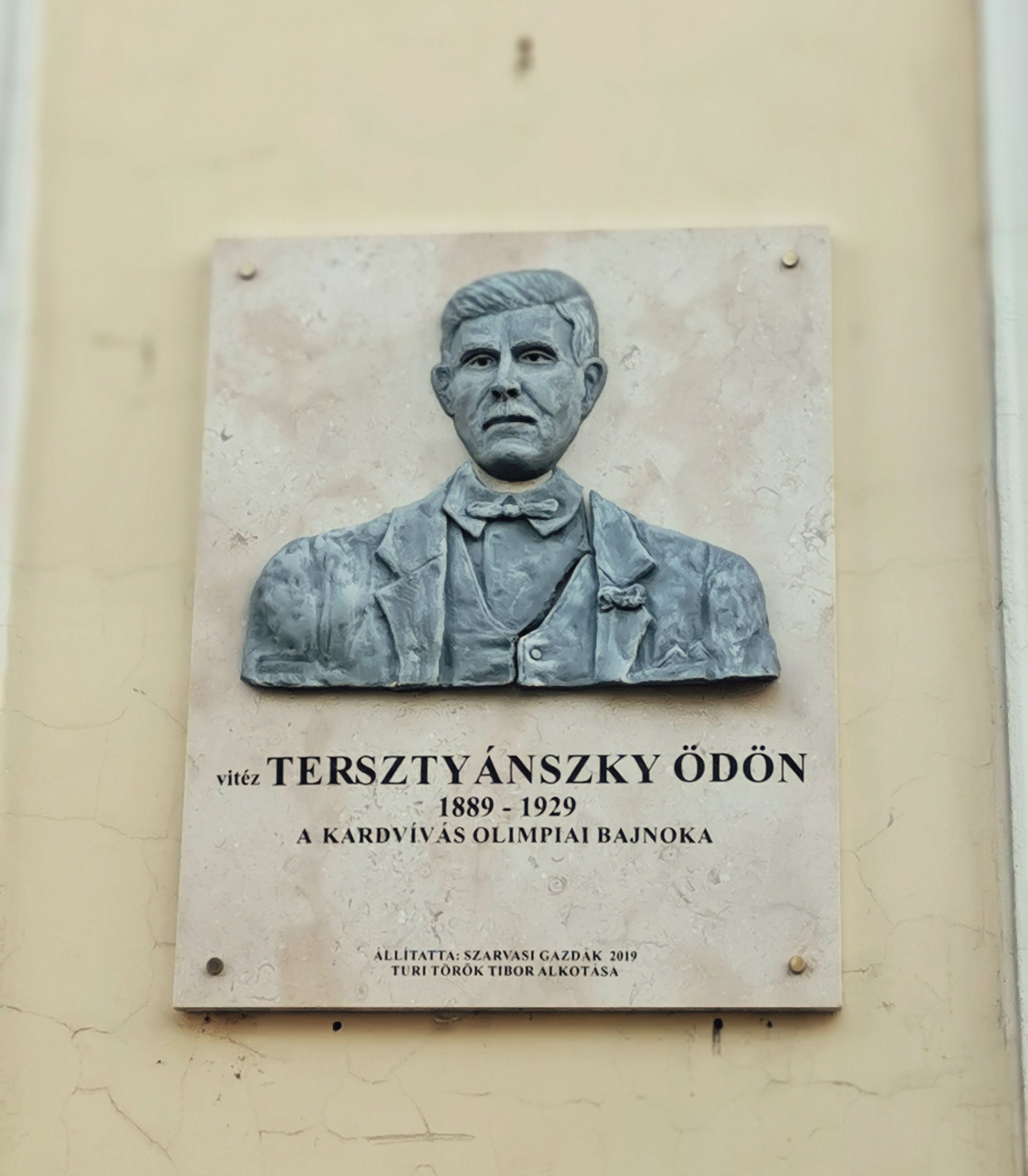
Tersztyánszky Ödön emléktáblája és domborműve Szarvason, egykori lakóházának - a mai Szirony-patika - falán. Turi Török Tibor alkotása